# 雨よりも優しく
『雨よりも優しく』（あめよりもやさしく）は、1989年10月13日から12月29日までTBS『金曜ドラマ（FRIDAY DRAMA）』（金曜10時枠）で放送されたテレビドラマ。

## 概要
主演の浅野ゆう子はTBSの連続ドラマでは初の主演作品である。また、『ニュースデスク'89』枠となって消えていた『金曜ドラマ』枠の復活作品でもある。
小学校の同級生だった男女7人の間で繰り広げられる恋の物語。

## キャスト
- 鈴木今雨子：浅野ゆう子
名前の通り雨女。少女時代はメガネで肥満体だった。どんな時でも泣き癖がある。（自宅・会社トイレ・給湯室など）ワープロ一級の資格を保持しているためワープロで日記を書くことが日課。菊池との不倫が菊池本人から周囲にあからさまとなってしまい、退職を余儀なくされて荒井から会社を紹介されるまで失業していた。美人で男性から口説かれることが多いため嘘をついて避けるが、この嘘が後に渋谷との関係に波紋をもたらす。生年月日は1960年6月19日生まれ。東京都武蔵野市在住で学歴は三浦市立青葉小学校→同市城南中学校→神奈川県立第三富士見高等学校→慶政短期大学。職歴はリコームジャパン企画部開発課。
- 渋谷晴男：時任三郎（小3：鈴木慎吾）
雑誌記者。当初は泉と交際していたが、今や美しく成長した今雨子に惹かれる。好物はパイナップル（小学生の時にパイナップルだけで生きると宣言…しかし次の日にはリタイヤ。今雨子によれば根性無しとのこと）。
- 並木泉：黒木瞳（小3：市川美沙）
外国人向けの日本語学校の教師。知性を売り物とするキャリアウーマンだが、実は誰よりも不安な想いが強く、アルコール依存症にもなったが渋谷の献身的な介護のもと克服した。
- 青山有紀：田中美佐子
歯科技工士で未婚の母である28歳。小学校3年の時にお漏らしをした過去がある。5歳サバを読み年下の男性と付き合うが、後に別れるなど男運がない。
- 黒沢のぞみ：田中美奈子
保に想いを寄せるOL。しかし行動はほとんどストーカー的である（保のアパート前から数度の電話、20時から夜中までアパート前で待ち伏せ、プレゼント攻撃など）。
- 庄司絵里：阿知波悟美
今雨子との幼馴染で小学校卒業以降も親しく付き合う親友。子供の頃からメガネをかけており、面食い。アメリカ留学を目論むが…。
- 鮫島昇：郷田ほづみ
信用金庫の社員だが、漫画家になる夢を捨て切れず、仕事の合間に密かに漫画を書きためている。当初は学校でのお漏らしの当事者だと今雨子のことを勘違いした。
- 青山千尋：三浦めぐみ
有紀の娘。
- 荒井保：宅麻伸
子供の頃から、女の子を口説くのが得意な色男。菊池との不倫が原因で失業していた今雨子に自分の会社を紹介するなど優しい面も持つ。今雨子の嘘を真っ先に見抜く。
- 菊池孝二：小野寺昭（特別出演）
今雨子の元上司であり不倫相手。後に独立して小さなリサーチ会社を起業。今雨子と別離後も何かと今雨子を見守っている。電話魔の一面もある。
- 及川晋太郎（有紀の現在の彼氏）：戸田研一郎
- 大竹（晴男の上司）：平泉成
- 中年男：嶋崎伸夫
- 鮫島の上司：ビートきよし
- 石田（有紀の元彼・千尋の父親）：益岡徹
- 村川：中丸新将
- 保母：夏海京子
- 古川：川田路子
- 仲居：土屋美穂子
- デビィッド・ホーマン：マイク・ロジャース
- ウェイトレス：田井晶子

## 主題歌
- 松任谷由実「Good-bye Goes by」（東芝EMI）[1]

## スタッフ
- 企画：飯島敏宏
- プロデューサー：松本健、大谷弘、浜井誠(TBS)
- 脚本：岩佐憲一
- 演出：松本健
- 音楽：渡辺博也
- 技術：倉谷祐次
- カメラ：山口泰博
- 照明：倉本輝彦
- 音声：片岡博司
- 音響効果：下城義行
- カラー調整：山崎悟
- 編集：新井孝夫
- 美術：石田道昭
- 美術制作：古川雅之
- 衣装：岸靖彦
- メイク：猪熊あゆみ、磯部芳香、アートメイクトキ
- 小道具：西村義孝
- 持道具：赤松慶人
- スタイリスト：棚橋公子
- 大道具：三木憲一、朝日植木装飾、前山建具
- 美術協力：KOSUGA
- ワープロ指導：日本ビジネスシアリング
- ロケーション協力：自由が丘 だいこんや、Depot 39、SALON de SUSUM
- 演出補：二宮浩行
- 制作主任：広瀬昌弘
- 記録：岡田祐子
- 製作：木下プロダクション、TBS
- 協力：東通、緑山スタジオ・シティ

## 放送日程
| 各話   | 放送日         | サブタイトル     | 演出     |
| ------ | -------------- | ---------------- | -------- |
| 第1話  | 1989年10月13日 | 再会             | 松本健   |
| 第2話  | 1989年10月20日 | その電話         | 松本健   |
| 第3話  | 1989年10月27日 | 嘘               | 松本健   |
| 第4話  | 1989年11月03日 | 大人の恋         | 森田光則 |
| 第5話  | 1989年11月10日 | 抱擁             | 松本健   |
| 第6話  | 1989年11月17日 | 激しく           | 松本健   |
| 第7話  | 1989年11月24日 | 揺れる心         | 松本健   |
| 第8話  | 1989年12月01日 | 切ない夜に       | 森田光則 |
| 第9話  | 1989年12月08日 | そこに誰がいるの | 森田光則 |
| 第10話 | 1989年12月15日 | タイムカプセル   | 松本健   |
| 第11話 | 1989年12月22日 | 対決             | 森田光則 |
| 最終話 | 1989年12月29日 | さよなら29歳     | 松本健   |